# Anisotropie magnétocristalline
L'anisotropie magnétocristalline est une propriété de certains matériaux (notamment magnétiques) dont l'aimantation s'oriente préférentiellement selon des axes cristallographiques appelés « axes faciles », déterminés par la minimisation de l'énergie magnétocristalline. Cette anisotropie qui est la plus importante dans les cristaux magnétiques provient du phénomène de couplage spin-orbite. Les transitions entre différents domaines magnétiques peuvent être étudiées à l'aide de la théorie de Landau.

## Origine de l'anisotropie magnétocristalline
L'anisotropie magnétocristalline provient du couplage spin-orbite.

## Énergie d'anisotropie magnétocristalline
Dans cette section et les suivantes, une dérivation détaillée de l'énergie magnétocristalline sera discutée avec une application au cas du système cubique.
La direction de magnétisation m, peut s'exprimer dans l'espace en fonction de 3 directions qui permettent de la paramétriser : 
{\displaystyle \alpha _{1}=sin(\theta )cos(\phi )}
{\displaystyle \alpha _{2}=sin(\theta )sin(\phi )}
{\displaystyle \alpha _{3}=cos(\theta )}
L'équation suivante (notée équation 1) sera importante pour simplifier l'expression de l'énergie magnétocristalline : 
{\displaystyle \alpha _{1}^{2}+\alpha _{2}^{2}+\alpha _{3}^{2}=1}

### Expression générale de l'énergie d'anisotropie magnétocristalline
L'énergie d'anisotropie magnétocristalline par volume peut s'exprimer comme un développement en séries des composants de la magnétisation (ici développement jusqu'au 4ème ordre) : 
{\displaystyle E_{cristal}=E_{0}+\sum _{i}^{}b_{i}\alpha _{i}+\sum _{ij}^{}b_{ij}\alpha _{i}\alpha _{j}+\sum _{ijk}b_{ijk}\alpha _{i}\alpha _{j}\alpha _{k}+\sum _{ijkl}b_{ijkl}\alpha _{i}\alpha _{j}\alpha _{k}\alpha _{l}+O(\alpha ^{5})}
Où les coefficients {\displaystyle b_{ij...}} sont les coefficients de symétrie
Il est possible d'enlever certains termes dans l'expression. Si on remarque le fait que deux systèmes magnétisés de manière opposés ont la même énergie, alors on a :
{\displaystyle E({\bf {M)=E(-{\bf {M)\Rightarrow E(\alpha _{i})=E(-\alpha _{i})}}}}}
Par conséquent, les termes impairs disparaissent de l'expression, le terme en {\displaystyle O(\alpha ^{5})} est très petit et peut donc être négligé, et l'on a : 
{\displaystyle E_{cristal}=E_{0}+\sum _{ij}^{}b_{ij}\alpha _{i}\alpha _{j}+\sum _{ijkl}b_{ijkl}\alpha _{i}\alpha _{j}\alpha _{k}\alpha _{l}}

## Application au cas du système cubique
Dans le cas d'un cristal de symétrie cubique, il est possible de simplifier grandement l'expression générale de l'énergie magnétocristalline. Deux relations vont permettre de faire cela : 
1ère relation
Les termes croisés s'annulent (quand i et j sont différents), cela s'explique de la même manière que précédemment : deux systèmes magnétisés de manière opposée ont la même énergie. 
{\displaystyle E(\alpha _{i})=E(-\alpha _{i})\Rightarrow \alpha _{i}\alpha _{j}=0\Rightarrow b_{ij}=0}
2ème relation
Dans les systèmes cubiques certains coefficients de symétrie sont égaux, ici on a : 
{\displaystyle b_{11}=b_{22}=b_{33}}
Reprenons l'expression générale de l'énergie d'anisotropie magnétocristalline en ajoutant un terme de 6ème ordre : 
{\displaystyle E_{cristal}=E_{0}+\sum _{ij}^{}b_{ij}\alpha _{i}\alpha _{j}+\sum _{ijkl}b_{ijkl}\alpha _{i}\alpha _{j}\alpha _{k}\alpha _{l}+\sum _{ijklmn}b_{ijklmn}\alpha _{i}\alpha _{j}\alpha _{k}\alpha _{l}\alpha _{m}\alpha _{n}}
Le terme de second ordre peut donc être simplifié : 
{\displaystyle \sum _{ij}^{}b_{ij}\alpha _{i}\alpha _{j}=b_{11}(\alpha _{1}^{2}+\alpha _{2}^{2}+\alpha _{3}^{2})}
De même pour le terme de 4ème ordre : 
{\displaystyle \sum _{ijkl}b_{ijkl}\alpha _{i}\alpha _{j}\alpha _{k}\alpha _{l}=b_{1111}(\alpha _{1}^{4}+\alpha _{2}^{4}+\alpha _{3}^{4})+6b_{1122}(\alpha _{1}^{2}\alpha _{2}^{2}+\alpha _{1}^{2}\alpha _{3}^{2}+\alpha _{2}^{2}\alpha _{3}^{2})}
De même pour le terme de 6ème ordre : 
{\displaystyle \sum _{ijklmn}b_{ijklmn}\alpha _{i}\alpha _{j}\alpha _{k}\alpha _{l}\alpha _{m}\alpha _{n}=b_{111111}(\alpha _{1}^{6}+\alpha _{2}^{6}+\alpha _{3}^{6})+15b_{111122}(\alpha _{1}^{2}\alpha _{2}^{4}+\alpha _{1}^{4}\alpha _{2}^{2}+\alpha _{1}^{2}\alpha _{3}^{4}+\alpha _{1}^{4}\alpha _{3}^{2}+\alpha _{2}^{2}\alpha _{3}^{4}+\alpha _{2}^{4}\alpha _{3}^{2})+90b_{112233}\alpha _{1}^{2}\alpha _{2}^{2}\alpha _{3}^{2}}
En utilisant l'équation 1 (somme des {\displaystyle \alpha _{i}^{2}=1}), et après quelques étapes de calcul, on parvient à une expression relativement simple de l'énergie d'anisotropie magnétocristalline :
{\displaystyle E_{cristal}=E_{0}+b_{11}(\alpha _{1}^{2}+\alpha _{2}^{2}+\alpha _{3}^{2})+6b_{1122}(\alpha _{1}^{2}\alpha _{2}^{2}+\alpha _{1}^{2}\alpha _{3}^{2}+\alpha _{2}^{2}\alpha _{3}^{2})}
Exprimée différemment, nous obtenons l'expression usuelle de l'anisotropie magnétocristalline dans le cas d'un système cubique :
{\displaystyle E_{cristal}^{cub}=K_{0}+K_{1}(\alpha _{1}^{2}+\alpha _{2}^{2}+\alpha _{3}^{2})+...}
Par conséquent, les constantes {\displaystyle K_{...}} appelées constantes d'anisotropie dépendent directement des coefficients {\displaystyle b_{...}} et donc de la symétrie du cristal. La conséquence physique immédiate de cela est que le magnétisme d'un matériau est directement influencé par sa structure atomique.
{\displaystyle E_{crys}^{cub}=K_{0}+K_{1}(\alpha _{1}^{2}+\alpha _{2}^{2})+K_{2}(\alpha _{1}^{2}+\alpha _{2}^{2})^{2}+K_{3}(\alpha _{1}^{2}+\alpha _{2}^{2})^{3}+K_{4}(\alpha _{1}^{2}-\alpha _{2}^{2})(\alpha _{1}^{4}-14\alpha _{1}^{2}\alpha _{2}^{2}+\alpha _{2}^{4})}

## Autres systèmes cristallins

### Système hexagonal
{\displaystyle E_{cristal}^{hex}=K_{0}+K_{1}(\alpha _{1}^{2}+\alpha _{2}^{2})+K_{2}(\alpha _{1}^{2}+\alpha _{2}^{2})^{2}+K_{3}(\alpha _{1}^{2}+\alpha _{2}^{2})^{3}+K_{4}(\alpha _{1}^{2}-\alpha _{2}^{2})(\alpha _{1}^{4}-14\alpha _{1}^{2}\alpha _{2}^{2}+\alpha _{2}^{4})}
{\displaystyle =K_{0}+K_{1}\sin ^{2}\theta +K_{2}\sin ^{4}\theta +K_{3}\sin ^{6}\theta +K_{4}\sin ^{6}\theta \cos 6\phi }